# Seconde église Saint-Julien de Beynost
Pour les articles homonymes, voir Église Saint-Julien.
La seconde église Saint-Julien de Beynost est une église du XXe siècle, située à Beynost, dans l’Ain.
Elle est utilisée pour le culte catholique, remplaçant dans cette fonction la (première) église Saint-Julien de Beynost. Elle dépend du groupement paroissial de Miribel, au sein du diocèse de Belley-Ars dans l'archidiocèse de Lyon. Comme la première église, elle est dédiée à saint Julien.

## Historique

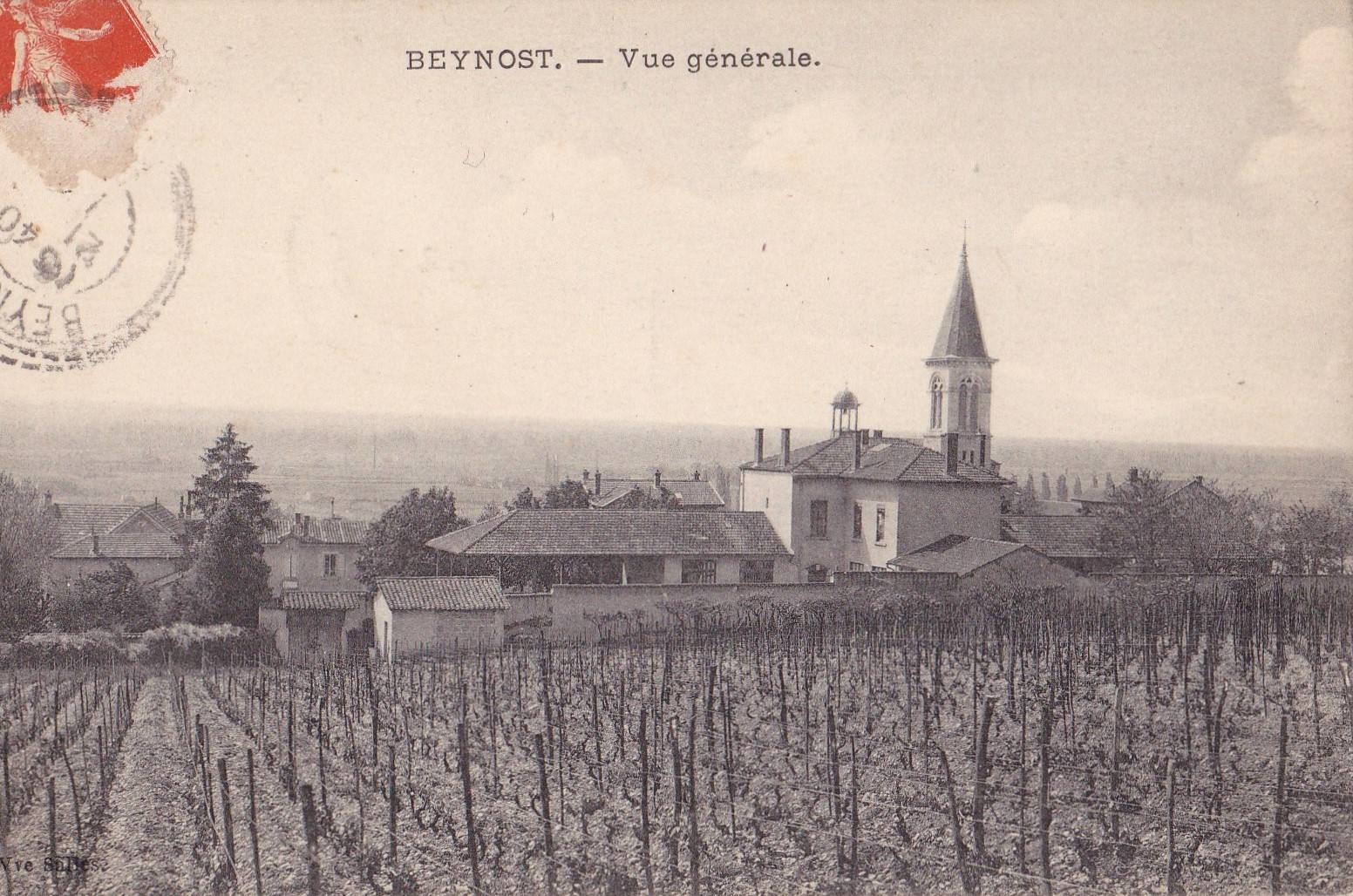
Vue du clocher de la seconde église Saint-Julien de Beynost, vers 1910, depuis les vignes.

À la suite d'un legs d'une paroissienne, Catherine Meillard, stipulant qu’une église devait être construite avec la somme de 60 000 francs-or, cela dans un délai de quelques années, le projet d'une nouvelle église se concrétisa ; le 26 mai 1904, le conseil municipal et son maire Claude André évoquent la construction de cette nouvelle église. L'adjudication pour sa construction est donnée dès le 31 mai 1904 au Lyonnais Alexandre Bourdeaux. L'architecte de l'église est le même que celui de la transformation de la première église Saint-Julien en salle des fêtes, Barthélémy Delorme (il était le cousin du maire Claude André). La construction elle-même ne coûte rien à la commune grâce notamment à l'intervention du député Alexandre Bérard. La commune se charge, elle, du déplacement du mobilier religieux de la première à la seconde église et celle-ci est inaugurée le 28 juin 1908, en présence de monseigneur Labeuche, évêque de Belley.

## Description
Selon une orientation nord-sud (portail au nord), l'intérieur comporte une nef de quatre travées ; l'abside (au sud de l'édifice) comporte deux travées décorées de peintures marouflées. La toiture du clocher est en ardoise ; celle couvrant la nef est en tuile. Signalons enfin, parmi les vitraux, une œuvre de Lucien Bégule de 1887 représentant la basilique Notre-Dame de Fourvière.
Sur le parvis, une statue de la Vierge, juchée sur une colonne d'environ 5 mètres. La statue est en fonte.

### Ouvrages
- Ouvrage collectif, Richesses touristiques et archéologiques du canton de Miribel : Miribel, Beynost, Neyron, Saint-Maurice-de-Beynost, Thil, 1995, 207 p. (ISBN 2-907656-27-9). Consulté le 12 octobre 2012.

1. ↑  p. 87.
2. 1 2  p. 88.
3. 1 2 3 4 5  p. 89.

### Autres références
1. ↑  
« Les 7 clochers », sur le site de la paroisse de Miribel – Beynost (consulté le 12 octobre 2012).
2. ↑  
« Zone Ain-Rhône », sur le site du diocèse de Belley-Ars (consulté le 12 octobre 2012).
3. 1 2 3 4  
« Église de Beynost », sur le site de la paroisse de Miribel – Beynost (consulté le 13 octobre 2012).